# Charlot Jeudy
Pour les articles homonymes, voir Jeudy.
Charlot Jeudy (né le 1er janvier 1984 à Port-au-Prince et mort le 25 novembre 2019 dans la même ville) est un militant haïtien qui a participé à l'emergence d'un mouvement des droits LGBTQ en Haïti. 
Il fut une figure de proue de la communauté M (Masisi, Madivin, Monkonpè, Makomè, Mix) en Haïti, ainsi qu'un activiste des droits des personnes avec son engagement à Kouraj. Charlot Jeudy fut également collaborateur de Massimadi, de la Mission des Nations unies pour l'appui à la Justice en Haïti et d'Equitas.

## Biographie

### Militantisme
Dès 2009, Charlot Jeudy lutte avec ses amis pour démontrer l'importance d'une structure organisationnelle militante pour les droits des LGBT en Haïti, car il a été lui-même victime de plusieurs actes de discriminations. L'idée de AMIAMI germa. Le but premier était de créer des évènements culturels dans la communauté LGBT. Après 2 ans, AMIAMI devint KOURAJ, en décembre 2011 en y intégrant d'autres priorités comme la lutte contre l'homophobie et la transphobie au sein de la société haïtienne. Jeudy eut la ténacité d'aller faire une première déclaration publique en janvier 2012 à la radio nationale d'Haïti, où il dénonça les chrétiens qui prônaient que ce sont des « péchés comme l'homosexualité qui étaient responsables du séisme du 12 janvier ». Il subit des pressions mais persévéra en planifiant une autre entrevue, cette fois-ci à la télévision, où il déclara publiquement être le président de KOURAJ, organisation de défense de la communauté homosexuelle. Avec l'aide de partenaires extérieurs a eu lieu en Haïti la première journée internationale contre l'homophobie et la transphobie le 17 mai 2012, afin de faire comprendre à la population haïtienne le respect de l'orientation sexuelle et de l'identité de genre. KOURAJ est dirigée par une équipe de 7 personnes dont il est le président et 70 membres actifs. 
Lors d'une entrevue donnée en 2016, Charlot Jeudy témoigne de la difficulté d'être gay en Haïti à Radio-Canada.
À l'automne 2016, Charlot Jeudy souhaite lancer la première édition haïtienne du festival Massimadi à Port-au-Prince. Massimadi Haïti se voulait une occasion de présenter pour la première les réalités des communautés LGBTQ à travers des films, des expositions et des discussions. Il reprenait un concept développé en 2009 par l'organisme montréalais Arc-en-ciel d'Afrique. Au lieu de cela, les organisateurs doivent tout annuler, en raison notamment des menaces de mort dont certains ont fait l'objet, et de la tournure nationale et la médiatisation internationale que prend le sujet dans l'actualité,,,,,,,.
Le 3 août 2018, la Mission des Nations unies pour l'appui à la Justice en Haïti, MINUJUSTH, dévoilait un projet d’intervention communautaire orientée par les personnes LGBTI. Son principe est de lutter contre l’homophobie en mettant en avant une culture de paix et des valeurs positives comme le droit, la tolérance, l’égalité, la non-discrimination, le respect des choix de vie de la personne et la sécurité humaine. Pour ce faire, la section des droits de l'homme de la MINUJUSTH a trouvé un partenaire en l’association Kouraj et son président Charlot Jeudy.
Charlot Jeudy était membre du conseil d'administration d'Égides, l'Alliance Internationale Francophone pour l'Égalité et la Diversité, à Montréal

### Mort et réactions
Le 25 novembre 2019 son corps est retrouvé sans vie à son domicile de Vivy Michel, une localité de la commune de Pétion-Ville. Selon les premières informations, Charlot Jeudy serait mort empoisonné ou étranglé. Toute la lumière sur les circonstances du décès de Charlot Jeudy n'a pas encore été faite.
La nouvelle de sa mort s'est répandue comme une trainée de poudre dans la société haïtienne et la communauté LGBTQ internationale,,.
Les ambassades de France et des États-Unis en Haïti ont condamné les circonstances étranges de sa mort et demandé une enquête sur les circonstances de son décès. Le Canada par l'intermédiaire de son ambassade a souligné la perte d'un ami du Canada et "espérer que les circonstances autour de son décès [soient] éclaircies dans les meilleurs délais par les autorités concernées"